# تيبو فينكون
تيبو فينكون (بالفرنسية: Thibault Vinçon)‏
```
هو 
ممثل
 
فرنسي
، ولد في 1977 
بباريس
 في 
فرنسا
.
[
1
]
```

## وصلات خارجية
- تيبو فينكون على موقع IMDb (الإنجليزية)
- تيبو فينكون على موقع ألو سيني (الفرنسية)
- تيبو فينكون على موقع أول موفي (الإنجليزية)
- تيبو فينكون على موقع قاعدة بيانات الفيلم (الإنجليزية)